# 1618 Dawn
1618 Dawn este un asteroid din centura principală, descoperit pe 5 iulie 1948, de Ernest Johnson.